# 萊美藥業
重慶萊美藥業股份有限公司，簡稱重慶萊美藥業股份、以及萊美藥業（英語：Chongqing  Lummy  Pharmaceutical Co.,Ltd.，深交所：300006），於1999年由邱宇（董事長和總經理）等人，於重庆市北部新区黄山大道中段杨柳路2号重庆科学技术研究院B栋15-16楼（總部）創立，當時名為「重慶萊美藥業有限公司」。
現時在國內經營生产及銷售抗感染药物和特色专科用药，招股價為16.5元人民幣，發行新股為2300萬股，集資額為34,956.25萬元人民幣，股份則在2009年11月2日於深交所創業板上市。

## 連結
- cqlummy.com （页面存档备份，存于）